# Zaleptus heinrichi
Zaleptus heinrichi is een hooiwagen uit de familie Sclerosomatidae.